# Phạm Trường Long
Phạm Trường Long (tiếng Trung: 范长龙; bính âm: Fàn Chánglóng; sinh tháng 5 năm 1947) là Thượng tướng Quân Giải phóng Nhân dân Trung Quốc (PLA). Ông từng là Ủy viên Bộ Chính trị Đảng Cộng sản Trung Quốc khóa 18, Phó Chủ tịch Quân ủy Trung ương Đảng Cộng sản Trung Quốc, Phó Chủ tịch Ủy ban Quân sự Trung ương Cộng hòa Nhân dân Trung Hoa và Phó Bí thư Đảng ủy Quân khu, Tư lệnh Quân khu Tế Nam.

## Tiểu sử

### Thân thế
Phạm Trường Long là người Hán sinh tháng 5 năm 1947 tại Đan Đông, tỉnh Liêu Ninh.

### Giáo dục
Tháng 2 đến tháng 12 năm 1975, Phạm Trường Long theo học tại Học viện Pháo binh Tuyên Hóa.
Tháng 10 năm 1980 đến tháng 8 năm 1982, ông theo học lớp hoàn thành tại Học viện Quân sự Quân Giải phóng Nhân dân Trung Quốc.
Tháng 8 năm 1992 đến tháng 12 năm 1994, ông theo học chuyên ngành quản lý kinh tế lớp hàm thụ cán bộ lãnh đạo tại Trường Đảng Trung ương Đảng Cộng sản Trung Quốc.

### Sự nghiệp
Tháng 1 năm 1969, Phạm Trường Long gia nhập Quân Giải phóng Nhân dân Trung Quốc, nhận nhiệm vụ chiến sĩ, Tiểu đội trưởng thuộc đại đội 3, Tiểu đoàn pháo binh 122, Trung đoàn Pháo binh, Quân đoàn 16 Lục quân, Quân khu Thẩm Dương. Tháng 9 năm 1969, ông được kết nạp vào Đảng Cộng sản Trung Quốc. Tháng 10 năm 1971, ông được cử làm Trung đội trưởng chỉ huy đại đội 3, Tiểu đoàn pháo binh 122, Trung đoàn Pháo binh, Quân đoàn 16 Lục quân. Tháng 10 năm 1973, ông chuyển sang làm Chỉ đạo viên chính trị đại đội 1, Tiểu đoàn pháo binh 152, Trung đoàn Pháo binh, Quân đoàn 16 Lục quân. Tháng 5 năm 1976, ông được bổ nhiệm làm Phó Trung đoàn trưởng Trung đoàn Pháo binh, Quân đoàn 16 Lục quân. Tháng 5 năm 1979, ông được bổ nhiệm giữ chức Phó Trung đoàn trưởng kiêm Tham mưu trưởng Trung đoàn Pháo binh, Quân đoàn 16 Lục quân. Tháng 8 năm 1982, ông được bổ nhiệm làm Trung đoàn trưởng Trung đoàn Pháo binh, Quân đoàn 16 Lục quân.
Tháng 9 năm 1985, ông được bổ nhiệm làm Tham mưu trưởng Sư đoàn 48, Tập đoàn quân 16 Lục quân. Tháng 9 năm 1990, ông được điều sang làm Sư đoàn trưởng Sư đoàn 46, Tập đoàn quân 16 Lục quân. Tháng 2 năm 1993, ông được bổ nhiệm giữ chức Tham mưu trưởng Tập đoàn quân 16 Lục quân. Tháng 3 năm 1995, ông được thăng chức Tư lệnh Tập đoàn quân 16 Lục quân, Quân khu Thẩm Dương. Tháng 12 năm 2000, ông được bổ nhiệm giữ chức Tham mưu trưởng Quân khu Thẩm Dương. Tháng 12 năm 2003, ông được điều động làm Trợ lý Tổng Tham mưu trưởng Quân Giải phóng Nhân dân Trung Quốc. Tháng 9 năm 2004, Phạm Trường Long được bổ nhiệm giữ chức Phó Bí thư Đảng ủy Quân khu, Tư lệnh Quân khu Tế Nam.
Ngày 4 tháng 11 năm 2012, tại phiên bế mạc Hội nghị toàn thể lần thứ 7 của Ủy ban Trung ương Đảng Cộng sản Trung Quốc khóa XVII, Phạm Trường Long được bầu làm Phó Chủ tịch Quân ủy Trung ương Trung Quốc. Ngày 15 tháng 11 năm 2012, tại phiên họp toàn thể đầu tiên của Ủy ban Trung ương Đảng Cộng sản Trung Quốc khóa XVIII, ông được bầu giữ chức Ủy viên Bộ Chính trị Đảng Cộng sản Trung Quốc khóa 18, Phó Chủ tịch Quân ủy Trung ương Đảng Cộng sản Trung Quốc. Sáng ngày 15 tháng 3 năm 2013, kỳ họp thứ nhất Đại hội đại biểu Nhân dân toàn quốc Trung Quốc (NPC) khóa 12 đã tiến hành phiên họp toàn thể thứ 5 bầu ông làm Phó Chủ tịch Ủy ban Quân sự Trung ương Cộng hòa Nhân dân Trung Hoa.
Tháng 10 năm 2017, tại Đại hội Đảng Cộng sản Trung Quốc lần thứ XIX, Phạm Trường Long được miễn nhiệm chức vụ Phó Chủ tịch Quân ủy Trung ương Đảng Cộng sản Trung Quốc.

## Sự cố ngoại giao
Đoàn đại biểu quân sự cấp cao Trung Quốc do Thượng tướng Phạm Trường Long, Ủy viên Bộ Chính trị, Phó Chủ tịch Quân ủy Trung ương, bất ngờ rút ngắn chuyến thăm dự kiến hai ngày (18-19/6/2017). Trên trang web của Bộ Quốc phòng Trung Quốc đăng rõ hẳn một bài rằng ông Phạm Trường Long nói thẳng vào mặt các nhà lãnh đạo Việt Nam ở Hà Nội rằng các đảo ở Nam Hải là của Trung Quốc từ xa xưa. Ngày 22/06, Tiến sĩ Hà Hoàng Hợp, nhà nghiên cứu người Việt ở Singapore nói theo ông biết thì "phía Việt Nam đã mời Thượng tướng Trung Quốc về" vì các phát biểu của ông ta. Theo ông Hợp, tuyên bố của Tướng Phạm nghe "như là một lời đe dọa quân sự" đối với Việt Nam.

## Lịch sử thụ phong quân hàm
| Quân hàm |             |             | Thượng tướng |  |  |  |  |  |  |  |  |
| Cấp bậc  | Thiếu tướng | Trung tướng | Thượng tướng |  |  |  |  |  |  |  |  |
|          |             |             |              |  |  |  |  |  |  |  |  |